# Ligeberettigelse
 Der er for få eller ingen kildehenvisninger i denne artikel, hvilket er et problem. Du kan hjælpe ved at angive troværdige kilder til de påstande, som fremføres i artiklen.

Ligeberettigelse anvendes oftest i betydning af lige ret for kønnene, dvs. der må ikke diskrimineres mellem kvinder og mænd, hvad angår offentlige rettigheder, adgang til stillinger mv. Forveksles ofte med ligestilling, der kræver samme størrelse repræsentation af kvinder og mænd i (attraktive) stillinger.
Ordet ligeberettigelse kan naturligvis også bruges i mangfoldige andre sammenhænge.